# Quiscalus palustris
Quiscalus palustris е изчезнал вид птица от семейство Трупиалови. Обитавал е Мексико.

## Разпространение
Видът е разпространен в Мексико.